# Середньоазійський економічний район
Середньоазійський економічний район — один з 19 економічних районів СРСР, складався з чотирьох середньоазійських республік:
1. Киргизька РСР (тепер — Киргизстан)
2. Таджицька РСР (тепер — Таджикистан)
3. Туркменська РСР (тепер — Туркменістан)
4. Узбецька РСР (тепер — Узбекистан)

Населення — 31 337 тис. осіб (1987 рік).
Основні галузі спеціалізації — ті, які використовували місцеві ресурси: видобуток газу, кольорова металургія, хімічна, легка і харчова промисловість. Сільське господарство: основна бавовняна і шовковиробнича база країни, вівчарство.